# Méliphage à bavette
Acanthagenys rufogularis
Genre
Espèce
Statut de conservation UICN

 LC  : Préoccupation mineure
Le Méliphage à bavette (Acanthagenys rufogularis) est une espèce de passereaux de la famille des Meliphagidae, l'unique représentante du genre Acanthagenys.

## Description
Il mesure de 22 à 27 centimètres et pèse environ 52 grammes. Il se montre agressif. On le voit souvent fourager en grandes bandes. Il est gris-brun avec la gorge et la poitrine orange. Il a des ailes grises bordées de blanc, et une longue queue à pointes blanches. Il a un bec rose à pointe noire.

## Alimentation
Il est principalement frugivore, mais il consomme aussi du nectar, des fleurs, des insectes, des reptiles et de jeunes oiseaux.

## Répartition
On le trouve dans la plus grande partie de l'Australie à l'exception de la Tasmanie, des zones tropicales du nord et de la côte sud-est.

## Habitat
Il vit dans les déserts, les maquis du littoral, et les terres boisées sèches. On le trouve aussi dans les mangroves et les vergers.